# Physcomitrium pusillum
Physcomitrium pusillum là một loài Rêu trong họ Funariaceae. Loài này được Wilson mô tả khoa học đầu tiên năm 1854.